# Valo Nihtilä
Valo Konstantin Nihtilä, född 27 april 1896 i Kärkölä, död 24 oktober 1973 i Helsingfors, var en finländsk militär. 
Som bondson skulle Nihtilä egentligen utbilda sig till agronom, men finska inbördeskriget 1918 ledde honom in på den militära banan. Han genomgick 1918 en officerskurs i Markovilla nära Viborg, Kadettskolan 1921–1922 och Krigshögskolan 1927–1929. Som lärare i krigskonst vid Krigshögskolan 1930–1936 undervisade han en stor del av arméns högre befäl (bland andra Taavetti Laatikainen, Albert Puroma, Aarne Blick, Ruben Lagus och Adolf Ehrnrooth) i konsten att leda truppförband i krig.
Nihtilä blev 1938 chef för byrån för landstridskrafterna vid Generalstabens operativa avdelning och utsågs vid vinterkrigets utbrott till avdelningens chef. I denna egenskap sändes han ut för att bland annat sätta fart på operationerna norr om Ladoga, där mottistriderna planerades och igångsattes av honom. Han blev överste 1940 och var under fortsättningskriget först stabchef för IV armékåren, under generallöjtnant Lennart Oesch. Han planerade och delvis ledde de operationer som ledde till återerövringen av Viborg och krigets största inringningsseger, den så kallade Porlammi-mottin. Därefter var han på nytt chef för operativa avdelningen till krigets slut.
Nihtilä hade en från marskalk Gustaf Mannerheims och generalkvartermästaren Aksel Airos avvikande uppfattning om lägesbedömningen 1944 och de därav föranledda åtgärderna, men vann inte gehör för sina synpunkter. Han organiserade efter krigsslutet tillsammans med sin underlydande, överstelöjtnant Usko Sakari Haahti den så kallade vapensmusselaffären för vilken han anhölls i januari 1945 och dömdes till fem år tukthus 1948, men frigavs villkorligt eftersom han suttit anhållen i tre år. Han ströks ur försvarsmaktens rullor, förlorade både rätt till pension och att bära uniform. Han gick därefter i näringslivets tjänst och var 1951–1954 bosatt i Paris. Han var med om att skapa försvarsmaktens nya försvarssystem, det så kallade regionala systemet.